# IBM 7070

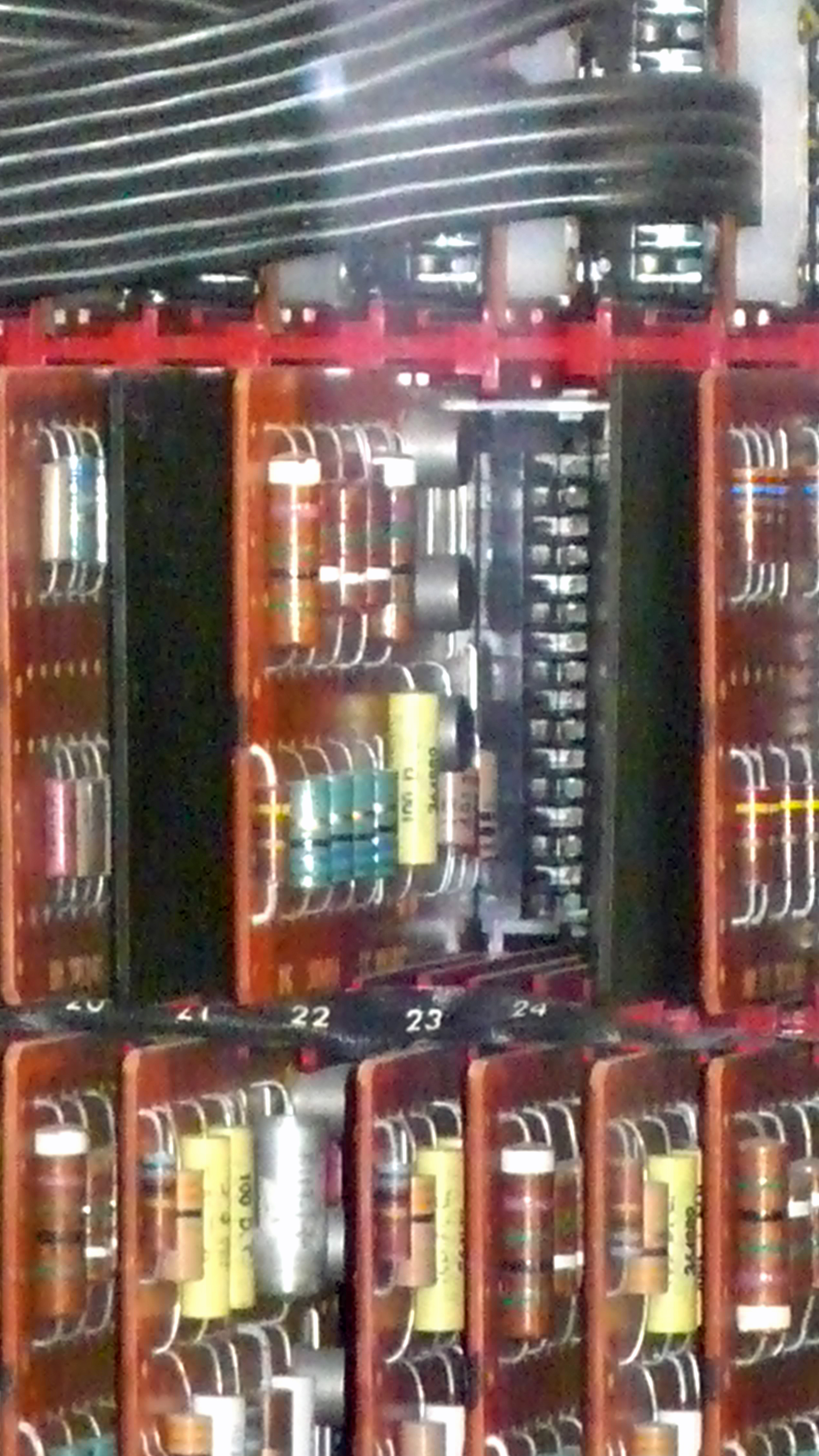
Az IBM 7070 tranzisztoros áramkörei SMS kártyákon

Az IBM 7070 egy decimális architektúrájú – belsőleg tízes alapú számokat alkalmazó – közepes adatfeldolgozó rendszer, amelyet 1958-ban mutatott be az IBM. Az IBM 700/7000 sorozat része volt, és diszkrét tranzisztorokkal épült fel, nem pedig elektroncsövekkel, mint az 1950-es évek számítógépei. Ez volt a cég első tranzisztoros felépítésű tárolt programú számítógépe.
A 7070-es modellt a 650-es és a 705-ös „közös utódjának” szánták. A 7070-es nem volt utasításkészlet szintjén kompatibilis az 650-essel, mivel utóbbinak minden utasításban volt egy második ugrási címe is, ami lehetővé tette a mágnesdob háttértár optimális használatát, ám ez szükségtelen pazarlás lett volna egy közvetlen elérésű tárolóval rendelkező, ferritgyűrűs memóriát alkalmazó számítógépben. Emiatt a régi programok futtatásához szimulátor volt szükséges. A szimuláció sebessége minimálisan megegyezett a 650-esen futó program sebességével, de annál nagyobb is lehetett. A 7070-est úgy reklámozták, mint az IBM 705 korszerűsített változata, de csúfosan megbukott kompatibilitási problémái miatt, amelybe beletartozott az is, hogy nem kezelte helyesen a 705-ös karakterkészletét. Ezzel arra késztette az IBM-et, hogy gyorsan bevezesse az IBM 7080-as modellt, ami „az IBM 705 tranzisztorizált változataként” már teljesen kompatibilis volt.
A 7070-es sorozat 10 decimális számjegyet és egy előjelet tartalmazó szóban tárolta az adatokat. A számjegyek kódolására a kettő-az-ötből kódolással történt. Ez a kódolás 5 bitben két beállított bittel kódolja a számokat és jó hibafelismerő tulajdonságokkal rendelkezik. A karaktereket két számjegyű kóddal ábrázolták. A gépet 5000–9990 szavas mágnesmagos memóriával szállították, a CPU sebessége körülbelül 27 KIPS volt.[forrás?] Egy tipikus rendszer havi bérleti díja 17 400 dollár volt, de meg is lehetett vásárolni, 813 000 dolláros áron.
A sorozat későbbi tagjai, az 1960 júliusában bevezetett IBM 7074 és az 1961-es IBM 7072, mind gyorsabbak voltak az első modellnél. Ezeket végül az 1964-ben bemutatott IBM System/360 váltotta fel.

## Hardvermegvalósítás
A 7070 felépítésében kétfajta áramköri logikát alkalmaztak: CTDL logikát a logikai és vezérlő részekben/szegmensekben, és áramvezérelt logikát (CML) az időzített tárolóban és a mágnesmagos memóriában. Az áramköröket IBM Standard Modular System (SMS) kártyákra szerelték. A gép összesen mintegy 30 000 germánium rétegtranzisztort és 22 000 germániumdiódát tartalmaz, körülbelül 14 000 SMS-kártyán.

## Kiegészítő vagy opcionális be- és kimeneti egységek

### Lemezes tároló
Az IBM 7300 lemezes tárolóegység kapacitása 6 millió számjegy volt.
1961-től: megjelent az IBM 1301-1 lemezes tárolóegység, kapacitása 28 millió karakter volt.

### IBM 1414 perifériaegység
- Az IBM 1414-6 bemeneti-kimeneti szinkronizáló egység 6 puffert tartalmaz és számos soros be-/kimeneti eszközhöz csatlakoztatható:[11]
  - 1009 adatátviteli egység (modem)
  - 1011 papírszalag-olvasó
  - 1014 „távoli párbeszéd” üzemű kezelőegységek (billentyűzetek és írógép)
  - távíró adatcsere egységek

Az 1414-6 egység az IBM 7907 Data Channel Switch-en (adatcsatorna csatolón) keresztül csatlakozott a 7070/7074-hez. A 7907 képes végrehajtani csatorna-programokat a 7070 főmemóriájából.

## Fordítás
Ez a szócikk részben vagy egészben  az   IBM 7070 című angol Wikipédia-szócikk ezen változatának fordításán alapul.  Az eredeti cikk szerkesztőit annak laptörténete sorolja fel. Ez a jelzés csupán a megfogalmazás eredetét és a szerzői jogokat jelzi, nem szolgál a cikkben szereplő információk forrásmegjelöléseként.